# 광정 (십국)
광정(廣政, 938년 ~ 965년 1월)은 후촉(後蜀) 후주(後主) 맹창(孟昶)의 연호이다. 27년 1개월 가량 사용하였다. 광정 28년(965년) 1월, 송나라와의 전쟁에서 패배하면서, 후촉이 멸망하였다.

## 개원
- 명덕(明德) 5년 1월 1일[1](938년 2월 2일)에 연호를 광정(廣政)으로 개원함.[2][3][4]

- 광정(廣政) 28년 1월 19일[5](965년 2월 23일)에 후촉이 멸망하니, 광정 연호가 중지됨.[6][3][4]

## 연대 대조표
| 광정       | 원년                                 | 2년                 | 3년             | 4년             | 5년                  | 6년                                 | 7년                           | 8년        | 9년        | 10년            |
| 서기(西紀) | 938년                                | 939년               | 940년           | 941년           | 942년                | 943년                               | 944년                         | 945년      | 946년      | 947년           |
| 간지(干支) | 무술(戊戌)                           | 기해(己亥)          | 경자(庚子)      | 신축(辛丑)      | 임인(壬寅)           | 계묘(癸卯)                          | 갑진(甲辰)                    | 을사(乙巳) | 병오(丙午) | 정미(丁未)      |
| 후진(後晉) | 천복(天福) 3년                       | 4년                 | 5년             | 6년             | 7년                  | 8년                                 | 9년 개운(開運) 원년           | 2년        | 3년        | 4년             |
| 후한(後漢) | -                                    | -                   | -               | -               | -                    | -                                   | -                             | -          | -          | 천복(天福) 12년 |
| 남한(南漢) | 대유(大有) 11년                      | 12년                | 13년            | 14년            | 15년 광천(光天) 원년 | 2년 응건(應乾) 원년 건화(乾和) 원년 | 2년                           | 3년        | 4년        | 5년             |
| 민(閩)     | 통문(通文) 3년                       | 4년 영륭(永隆) 원년 | 2년             | 3년             | 4년                  | 영륭(永隆) 5년 천덕(天德) 원년      | 영륭(永隆) 6년 천덕(天德) 2년 | 3년        | -          | -               |
| 남당(南唐) | 승원(昇元) 2년                       | 3년                 | 4년             | 5년             | 6년                  | 7년 보대(保大) 원년                 | 2년                           | 3년        | 4년        | 5년             |
| 광정       | 11년                                 | 12년                | 13년            | 14년            | 15년                 | 16년                                | 17년                          | 18년       | 19년       | 20년            |
| 서기(西紀) | 948년                                | 949년               | 950년           | 951년           | 952년                | 953년                               | 954년                         | 955년      | 956년      | 957년           |
| 간지(干支) | 무신(戊申)                           | 기유(己酉)          | 경술(庚戌)      | 신해(辛亥)      | 임자(壬子)           | 계축(癸丑)                          | 갑인(甲寅)                    | 을묘(乙卯) | 병진(丙辰) | 정사(丁巳)      |
| 후한(後漢) | 13년 건우(乾祐) 원년                 | 2년                 | 3년             | 4년             | -                    | -                                   | -                             | -          | -          | -               |
| 후주(後周) | -                                    | -                   | -               | 광순(廣順) 원년 | 2년                  | 3년                                 | 현덕(顯德) 원년               | 2년        | 3년        | 4년             |
| 남한(南漢) | 건화(乾和) 6년                       | 7년                 | 8년             | 9년             | 10년                 | 11년                                | 12년                          | 13년       | 14년       | 15년            |
| 남당(南唐) | 보대(保大) 6년                       | 7년                 | 8년             | 9년             | 10년                 | 11년                                | 12년                          | 13년       | 14년       | 15년            |
| 북한(北漢) | -                                    | -                   | -               | 건우(乾祐) 4년  | 5년                  | 6년                                 | 7년                           | 8년        | 9년        | 천회(天會) 원년 |
| 광정       | 21년                                 | 22년                | 23년            | 24년            | 25년                 | 26년                                | 27년                          | 28년       |            |                 |
| 서기(西紀) | 958년                                | 959년               | 960년           | 961년           | 962년                | 963년                               | 964년                         | 965년      |            |                 |
| 간지(干支) | 무오(戊午)                           | 기미(己未)          | 경신(庚申)      | 신유(辛酉)      | 임술(壬戌)           | 계해(癸亥)                          | 갑자(甲子)                    | 을축(乙丑) |            |                 |
| 후주(後周) | 현덕(顯德) 5년                       | 6년                 | 7년             | -               | -                    | -                                   | -                             | -          |            |                 |
| 북송(北宋) | -                                    | -                   | 건륭(建隆) 원년 | 2년             | 3년                  | 4년 건덕(乾德) 원년                 | 2년                           | 3년        |            |                 |
| 남한(南漢) | 16년 대보(大寶) 원년                 | 2년                 | 3년             | 4년             | 5년                  | 6년                                 | 7년                           | 8년        |            |                 |
| 남당(南唐) | 16년 중흥(中興) 원년 교태(交泰) 원년 | -                   | -               | -               | -                    | -                                   | -                             | -          |            |                 |
| 북한(北漢) | 천회(天會) 2년                       | 3년                 | 4년             | 5년             | 6년                  | 7년                                 | 8년                           | 9년        |            |                 |

## 참고 자료
- 중국의 연호 목록